# 锡伯尔丁根
锡伯尔丁根（德語：Siebeldingen，發音：[ˈziːbl̩dɪŋən]）是德国莱茵兰-普法尔茨州南魏恩施特拉瑟县的市镇，面积6.06平方千米，2023年12月31日人口为1,049人。

## 图集

锡伯尔丁根 - Siebeldingen
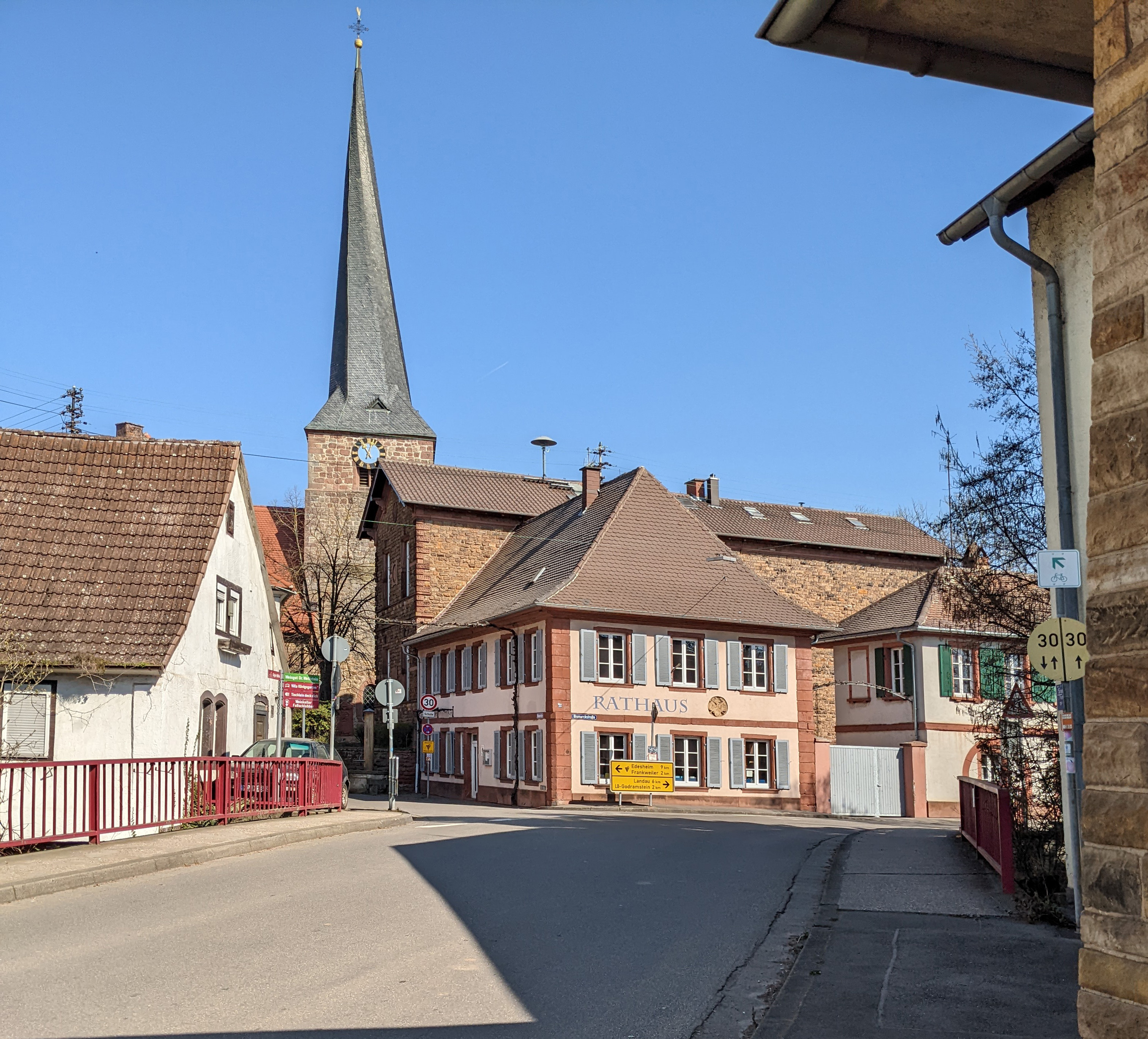
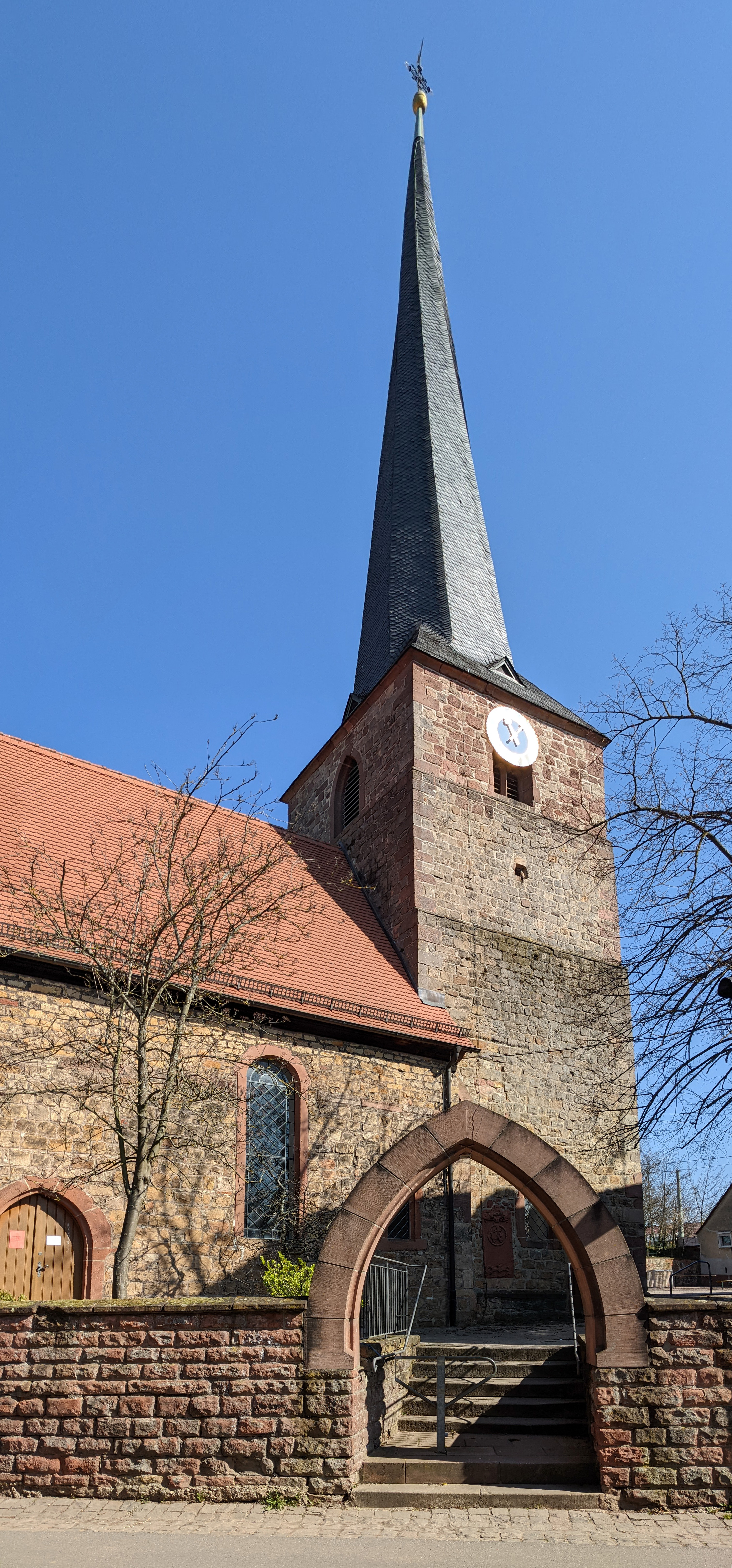
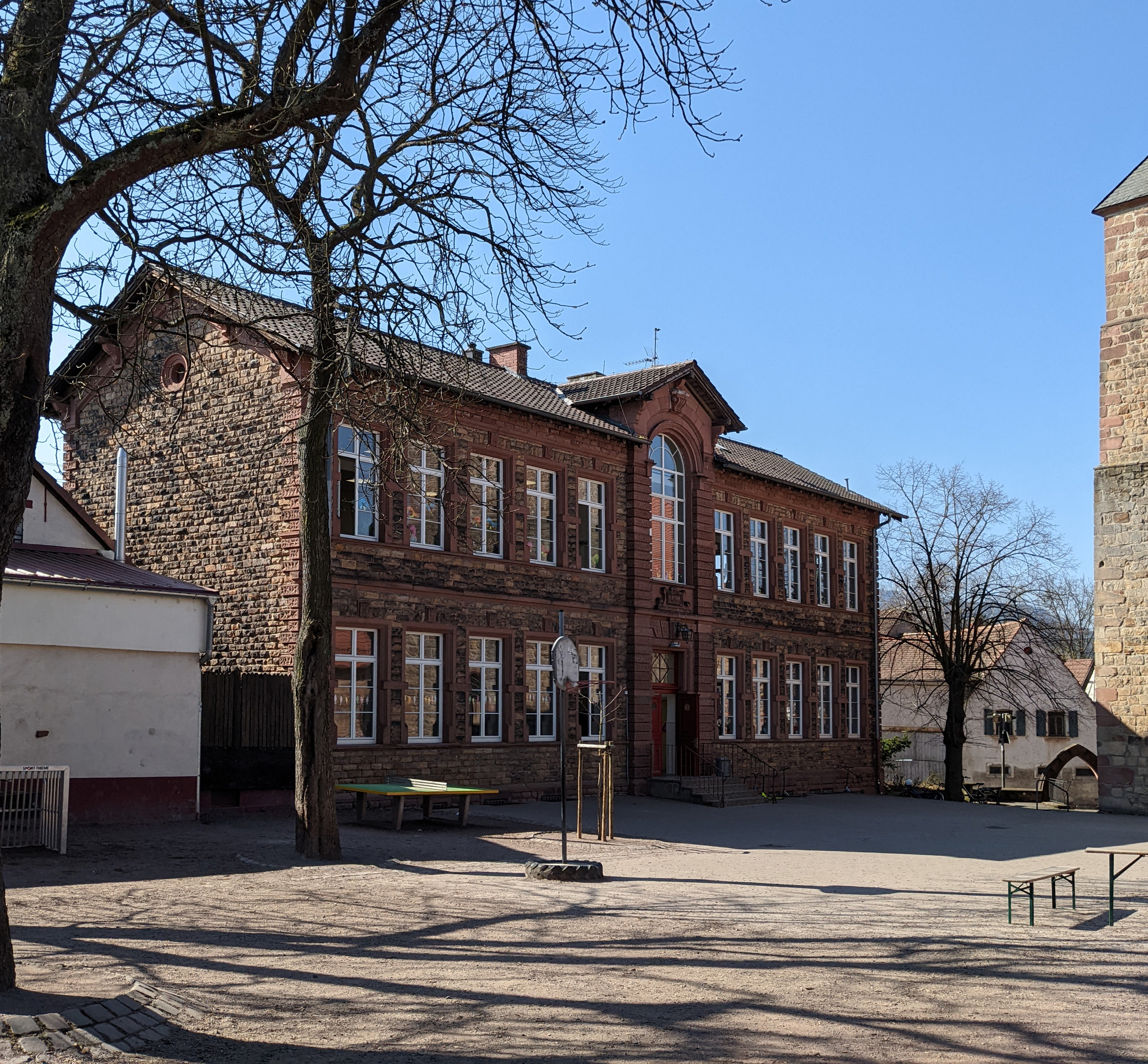
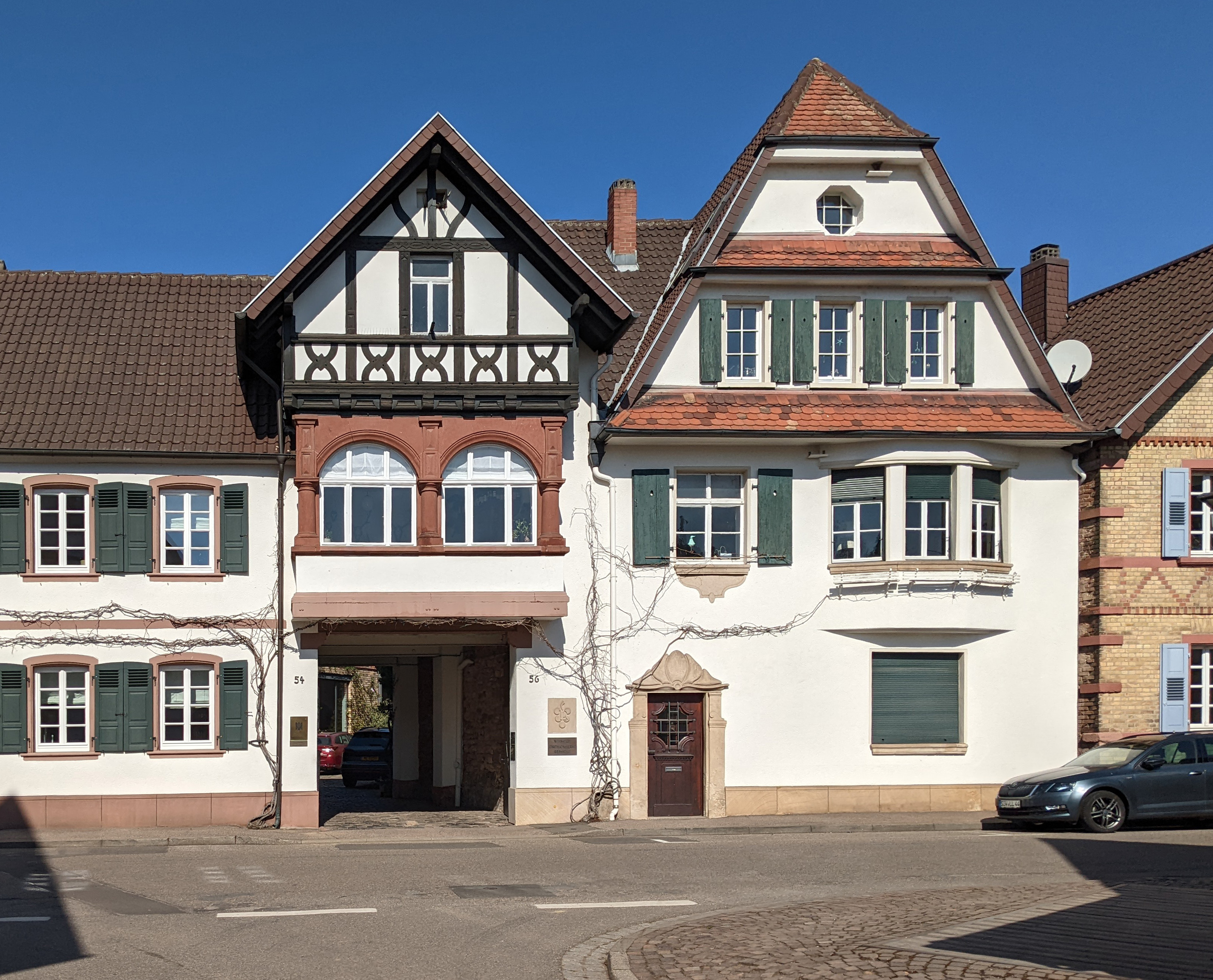
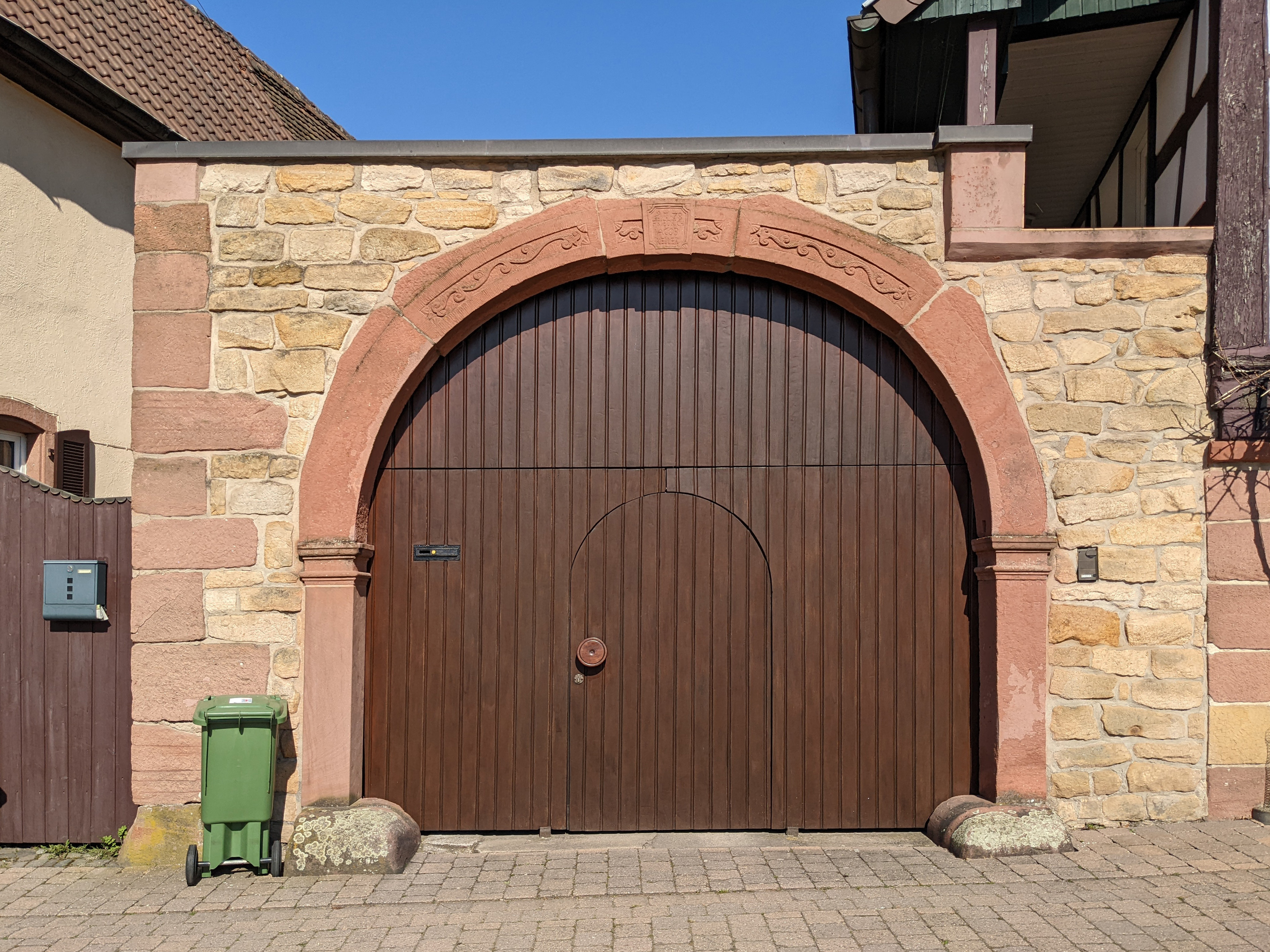
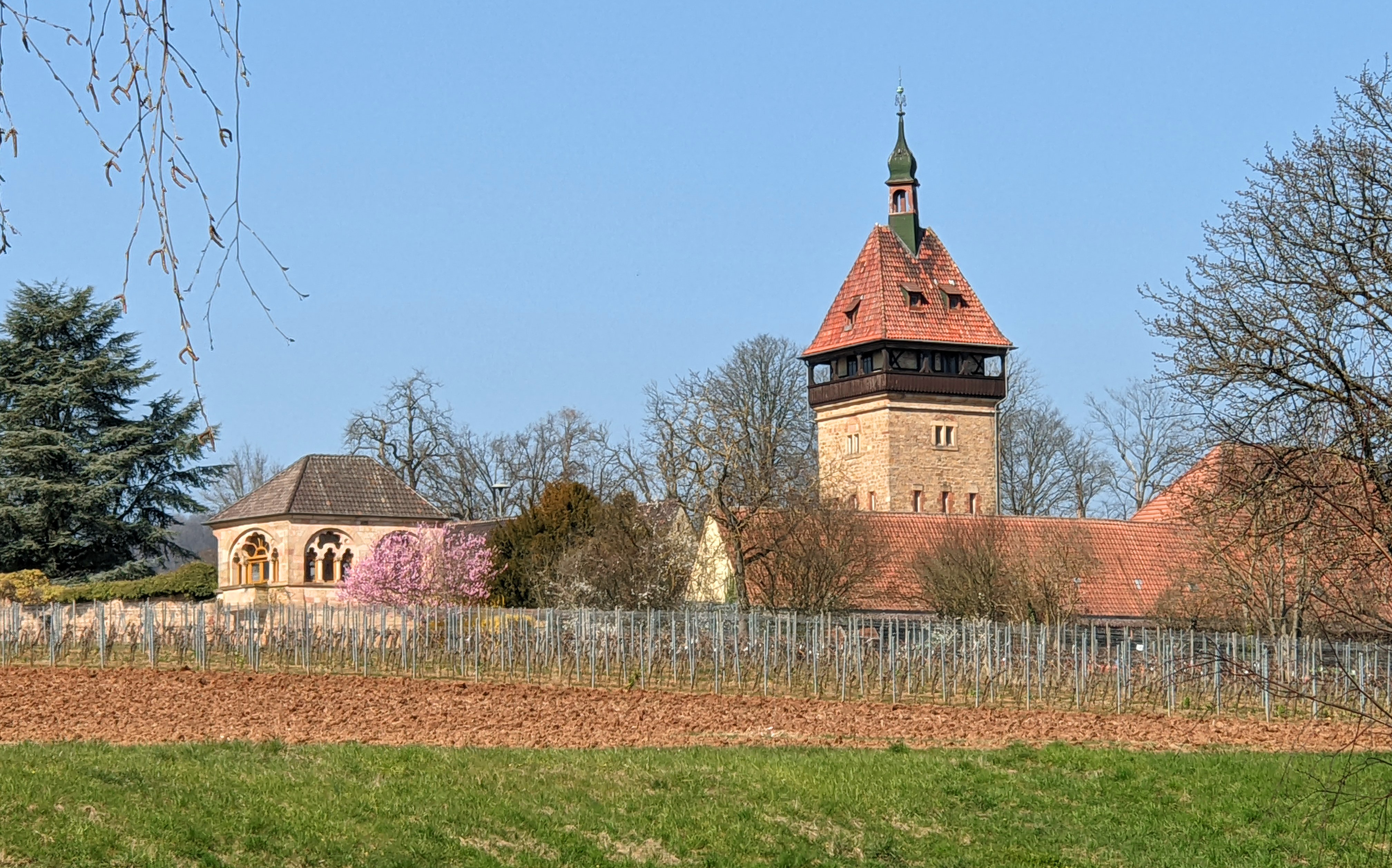
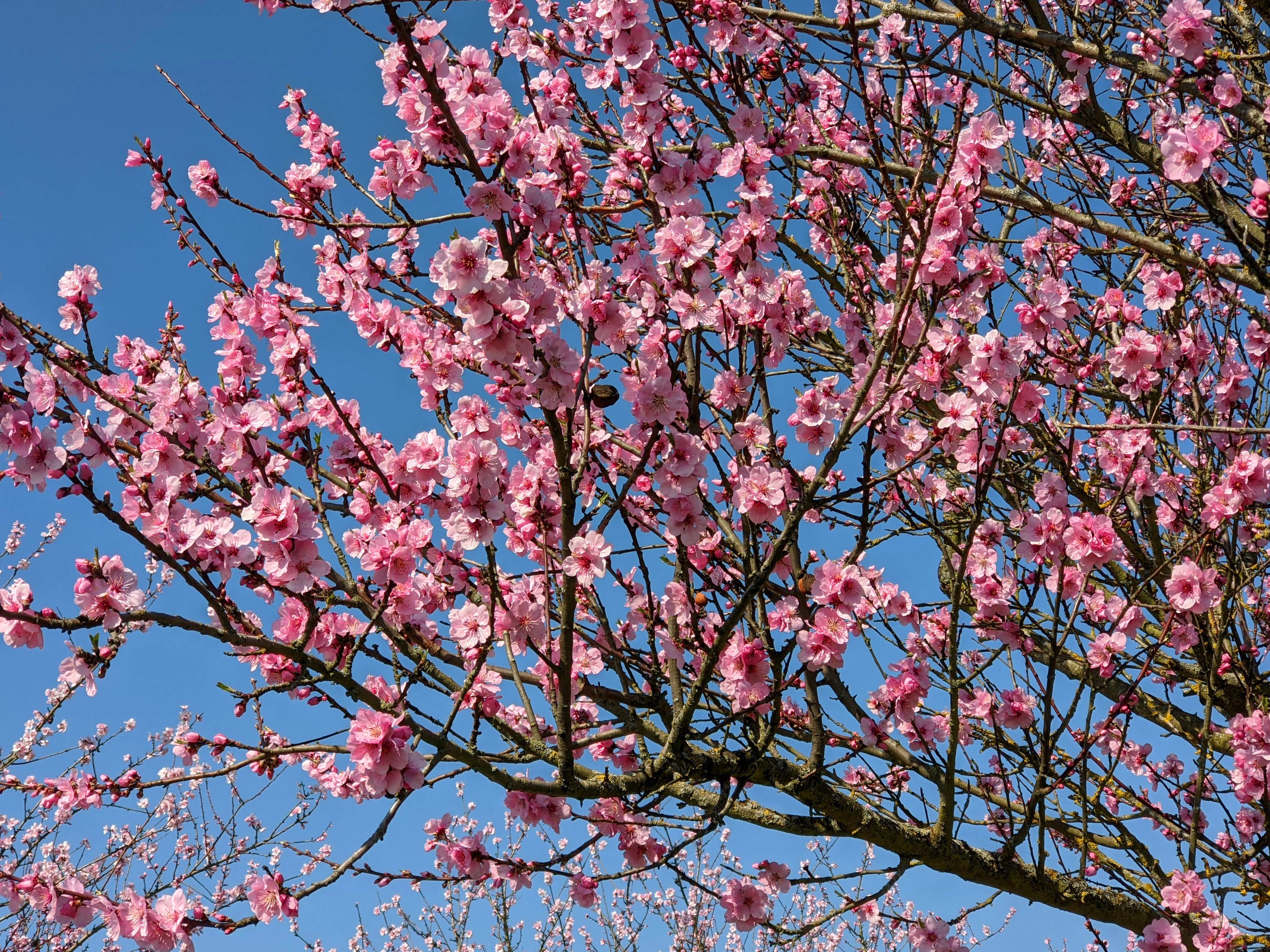
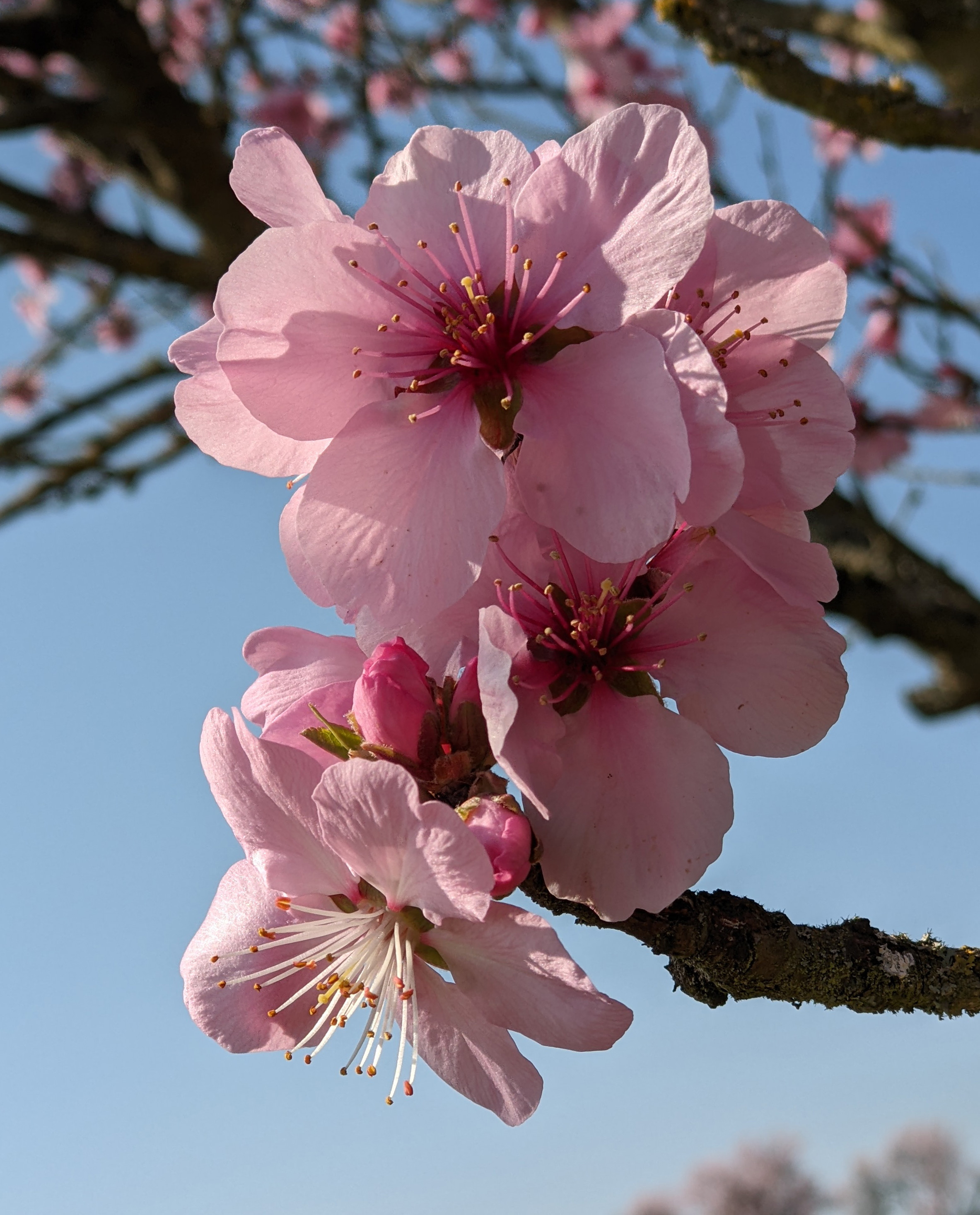